# بگداد (فلوریدا)
بگداد (به انگلیسی: Bagdad) یک منطقهٔ مسکونی در ایالات متحده آمریکا است که در شهرستان سانتا امرسون، فلوریدا واقع شده‌است. بگداد ۱۱ کیلومتر مربع مساحت و ۱٬۴۹۰ نفر جمعیت دارد و ۴ متر بالاتر از سطح دریا واقع شده‌است.